# ارمیندو اونگا
ارمیندو اونگا (اسپانیایی: Ermindo Onega‎؛ ۳۰ آوریل ۱۹۴۰ – ۲۱ دسامبر ۱۹۷۹) یک بازیکن فوتبال اهل آرژانتین بود.

## باشگاهی
از باشگاه‌هایی که در آن بازی کرده‌است می‌توان به ریور پلاته و ولز سارسفیلد اشاره کرد.

## تیم ملی
وی همچنین در تیم ملی فوتبال آرژانتین بازی کرده است.

## درگذشت
اونگا در یک تصادف جاده‌ای در مسیر شهر روزاریو کشته شد. وی هنگام مرگ ۳۹ سال سن داشت.